# 리카르도 다린
리카르도 다린(Ricardo Darín, 1957년 1월 16일 ~ )은 아르헨티나의 배우이다.

## 출연 작품
- 히어로익 루저스 (2019)
- 언 언익스펙티드 러브 (2018)
- 누구나 아는 비밀 (2018)
- 7일간의 정상회담 (2017)
- 블랙 스노우 (2017)
- 코블릭 (2016)
- 트루만 (2015)
- 와일드 테일즈: 참을 수 없는 순간 (2014)
- 바이올렛 (2013)
- 떼시스: 예고 살인자 VS 최강 변호사 (2013)
- 쎄븐 플로어 (2013)
- 어 건 인 이치 핸드 (2012)
- 화이트 엘리펀트 (2012)
- 로베르토의 특별한 일주일 (2011)
- 카란초 (2010)
- 본 투 서퍼 (2009)
- 댄서와 도둑 (2009)
- 엘 시크레토: 비밀의 눈동자 (2009)
- 러브리 론리니스 (2008)
- XXY (2007)
- 아우라 (2005)
- 캄차카 (2002)
- 신부의 아들 (2001)
- 아홉 여왕들 (2000)
- 작별 (1998)
- 더 스트레인저(영어판) (1987)